# Georg Scheutz
 (mai 2016).
Si vous disposez d'ouvrages ou d'articles de référence ou si vous connaissez des sites web de qualité traitant du thème abordé ici, merci de compléter l'article en donnant les références utiles à sa vérifiabilité et en les liant à la section « Notes et références ».
Pour les articles homonymes, voir Scheutz.
Pehr Georg Scheutz (23 septembre 1785 – 22 mai 1873) était un juriste, ingénieur et inventeur suédois, connu pour son travail précurseur en matière de calcul informatique.

## Biographie
Scheutz étudie le droit à l'université de Lund, où il obtient son diplôme en 1805. Il fut ensuite avocat, ainsi que traducteur (des traductions suédoises de Shakespeare et de Walter Scott lui sont dues).

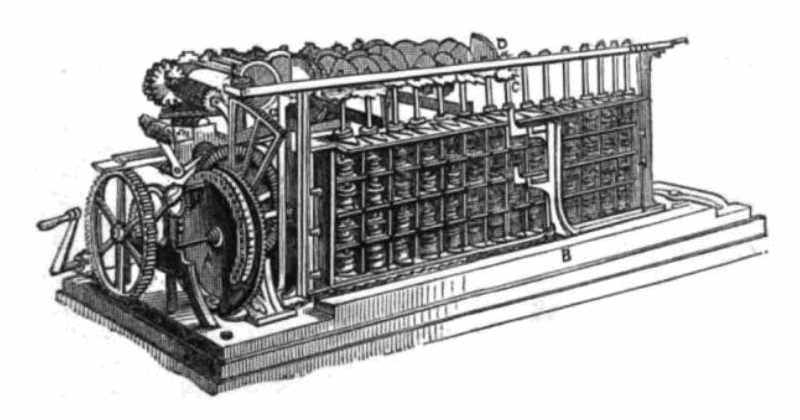
Machine à calculer de Scheutz.

Il conçoit un dispositif de calcul en 1837, qu'il finalise en 1843. Sa machine était fondée sur le calculateur différentiel de Charles Babbage. Plusieurs fois amélioré, son modèle, de la taille approximative d'un piano, fut présenté à l'Exposition universelle de Paris en 1855. Il créa un nouveau modèle en 1860 et le vendit aux États-Unis. Ces machines servirent à construire des tables de logarithmes.
Scheutz fut élu membre de l'Académie royale des sciences de Suède en 1856.